# Trentepohlia tarsalis
Trentepohlia tarsalis är en tvåvingeart som beskrevs av Alexander 1924. Trentepohlia tarsalis ingår i släktet Trentepohlia och familjen småharkrankar. Inga underarter finns listade i Catalogue of Life.